# 藤原武
藤原 武（ふじわら たけし、1898年（明治31年）2月3日 - 1942年（昭和17年）12月18日）は、日本の陸軍軍人。最終階級は陸軍少将。旧姓・北村。

## 経歴
岡山県出身。広島陸軍地方幼年学校、陸軍中央幼年学校を経て、1919年（大正8年）5月、陸軍士官学校（31期）を卒業。同年12月、騎兵少尉に任官し騎兵第4連隊付となる。1929年（昭和4年）3月、騎兵大尉に昇進し、1931年（昭和6年）11月、陸軍大学校（43期）を卒業し騎兵第4連隊中隊長に就任した。
1932年（昭和7年）12月、陸軍騎兵学校教官に就任。騎兵集団参謀に転じ、1934年（昭和9年）8月、騎兵少佐に進級。1936年（昭和11年）8月、第6師団参謀に就任し日中戦争に出征。1937年（昭和12年）12月に戦傷を受けた。1938年（昭和13年）3月、騎兵中佐に昇進し参謀本部員兼陸大教官に就任。1938年（昭和13年）9月、第21軍参謀に転じ中国戦線に出征。1940年（昭和15年）2月、南支那方面軍参謀に就任し、同年3月、騎兵大佐に進んだ。同年12月、陸大教官に発令され帰国。1941年（昭和16年）7月、北部軍参謀に就任した。
1941年11月、第56師団参謀長に発令され太平洋戦争に出征し、ビルマの戦いに従軍した。1942年（昭和17年）6月、第11軍高級参謀に発令され中国戦線に出征。同年12月、華中で飛行機事故のため戦死し、陸軍少将に進級した。

## 栄典
功三級金鵄勲章受章。